# نصرت گوکچه
نصرت گوکچه (ترکی استانبولی: Nusret Gökçe؛ زادهٔ ۱۹۸۳)، که با نام سالت‌بِی (انگلیسی: Salt Bae) شناخته می‌شود، قصاب، سرآشپز و رستوران‌دار ترک است. او صاحب رستوران‌های زنجیره‌ای لوکس Nusr-Et است که شعبه‌هایی در ترکیه، یونان، ایالات متحده آمریکا، بریتانیا، امارات متحده عربی، قطر و عربستان سعودی دارد. نام این مجموعهٔ رستوران از نام خانوادگی او و واژهٔ «et» به‌معنی «گوشت» در زبان ترکی گرفته شده‌است. شعب این رستوران در شهرهایی مانند استانبول، سلیمانیه، اربیل، لندن، دبی، ابوظبی، میامی، نیویورک، لس‌آنجلس و دوحه نیز فعالیت داشته‌اند.

## زندگی اولیه
گوکچه در روستای پاشالی در شهرستان شنکایا، استان ارزوروم، در خانواده‌ای کردتبار به دنیا آمد. پدرش، فائق گوکچه، کارگر معدن بود. او به دلیل وضعیت مالی خانواده در سن ۱۱ تا ۱۲ سالگی و در کلاس ششم دبستان ترک تحصیل کرد تا به‌عنوان شاگرد قصاب در قاضی‌کوی استانبول مشغول به کار شود.

## فعالیت حرفه‌ای
بین سال‌های ۲۰۰۷ تا ۲۰۱۰، گوکچه برای کسب تجربه به کشورهایی چون آرژانتین و ایالات متحده سفر کرد و در رستوران‌های محلی بدون دریافت حقوق کار کرد. او نخستین رستوران خود را در سال ۲۰۱۰ در استانبول و دومین شعبه را در سال ۲۰۱۴ در دبی افتتاح کرد.
در ژانویهٔ ۲۰۱۷، ویدئوها و تصاویر وی در شبکه‌های اجتماعی با نمایش روش خاصش در برش و ادویه‌زدن گوشت (که شامل انداختن نمک از سرانگشتان بر روی ساعد و سپس روی غذا بود) به‌سرعت میم اینترنتی شد. یکی از معروف‌ترین این ویدئوها، «استیک عثمانی»، در حساب‌های رسمی رستوران او منتشر شد و در اینستاگرام بیش از ۱۶ میلیون بار دیده شد. از آن زمان، لقب «سالت‌بی» به او داده شد و شهرت جهانی پیدا کرد و بسیاری از سلبریتی‌ها و سیاست‌مداران جهان مهمان رستوران‌هایش شدند.

## بازخوردها
با وجود شهرت جهانی، نقدهای حرفه‌ای اولیه به شعبهٔ نیویورک او در سال ۲۰۱۸ عمدتاً منفی بودند و منتقدان، غذاها را «بیش از حد نمکی و گران» دانستند. برخی کیفیت گوشت را پایین و فاقد طعم کافی توصیف کردند. با این حال، اجرای نمایشی او هنگام آماده‌سازی غذا در مقابل مشتریان، بازخورد مثبت‌تری داشت و برخی منتقدان تجربهٔ صرف غذا را نوعی «تئاتر شام» توصیف کردند که فقط در صورت حضور خود او ارزش دیدن دارد. شعبهٔ «برگر بار» او در منهتن، که زمانی بدترین رستوران نیویورک لقب گرفته بود، در سال ۲۰۲۳ تعطیل شد.

## حاشیه‌ها
در دسامبر ۲۰۱۷، تصویری از او در حال تقلید ژست فیدل کاسترو منتشر شد که انتقادهایی را برانگیخت. در سپتامبر ۲۰۱۸، ویدئویی از سرو غذا به نیکولاس مادورو، رئیس‌جمهور ونزوئلا، در یکی از رستوران‌هایش در استانبول در بحبوحهٔ بحران کمبود غذا در این کشور، باعث خشم عمومی و اعتراضاتی در میامی شد.
در نوامبر ۲۰۱۹، چهار تن از کارمندان سابق شعبهٔ نیویورک او مدعی شدند که وی بخشی از انعام آن‌ها را برداشته و پس از اعتراض، آن‌ها را اخراج کرده‌است. پیش از برگزاری دادگاه، گوکچه با پرداخت ۲۳۰ هزار دلار با آنان به توافق رسید و اتهامات را رد کرد.
در جام جهانی فوتبال ۲۰۲۲ قطر، پس از پیروزی تیم ملی فوتبال آرژانتین در فینال، او وارد زمین شد، جام را لمس و بوسید، مدال یکی از بازیکنان را گاز زد و بازیکنان را برای گرفتن عکس یادگاری متوقف کرد. این اقدام که نقض مقررات فیفا محسوب می‌شود، باعث شد فیفا تحقیقاتی را دربارهٔ نحوهٔ ورود او به زمین آغاز کند.

## کارهای خیریه
گوکچه فعالیت‌های خیریه‌ای نیز داشته‌است، از جمله ساخت یک مدرسه در زادگاهش استان ارزوروم. او همچنین اعلام کرده که در همان منطقه کتابخانه، مهمان‌خانه، مسجد، مرکز آموزش زبان انگلیسی و آزمایشگاه رایانه ساخته‌است.